# Австрийско-филиппинские отношения
Австрийско-филиппинские отношения — двусторонние дипломатические отношения между Австрией и Филиппинами.

## История
В 1871 году было открыто почетное консульство Австро-Венгрии в Маниле. В Первой мировой войне страны были врагами — поскольку США объявили войну Австро-Венгрии, то Филиппины, будучи неинкорпорированной территорией, автоматически присоединились к этой войне. Во время войны торговля между Филиппинами и Австро-Венгрией прекратилась, и многие филиппинцы вступили в вооруженные силы США.
17 октября 1946 года были установлены дипломатические отношения между Австрией и Филиппинами. В 1973 году Филиппины открыли посольство в Вене. До этого филиппинские интересы в Австрии представлялись через посольство Филиппин в Берне, Швейцария. В 1982 году Австрия создала своё посольство в Маниле.

## Трудовые отношения
По состоянию на 2014 год, в Австрии проживало около 35 тысяч филиппинцев, большинство из которых заняты в медицине и сфере услуг. Около 90 % филиппинцев в Австрии трудоустроены как медсестры и акушеры в больницах и домах престарелых по всей стране. Еще в 1970-х филиппинские медсестры начали массово переезжать в Австрию.

## Экономические отношения
С 2005 по 2011 год австрийский экспорт на Филиппины увеличился на 68 %: с 54 миллионов евро до 91 миллиона евро, общий товарооборот с этот период колебался в районе 200—250 миллионов евро. Экспорт Австрии на Филиппины: электроприборы, одежда и продукты питания. В 2013 году объём товарооборота между Австрией и Филиппинами составил сумму около 201 млн. евро.

## Ссылка
- Двусторонние соглашения Австрии и Филиппин (нем.)